# HD 124639
HD 124639 är en ensam stjärna belägen i den södra delen av stjärnbilden Paradisfågeln. Den har en  skenbar magnitud av ca 6,42 och kräver åtminstone en handkikare för att kunna observeras. Baserat på parallax enligt Gaia Data Release 2 på ca 3,4 mas, beräknas den befinna sig på ett avstånd på ca 956 ljusår (ca 293 parsek) från solen. Den rör sig bort från solen med en heliocentrisk radialhastighet på ca 27 km/s. På det beräknade avståndet minskar stjärnans skenbara magnitud med 0,17 enheter genom en skymningsfaktor orsakad av interstellärt stoft.

## Egenskaper
HD 124639 är en Be-stjärna och en blå till vit stjärna i huvudserien av spektralklass B8 Ve där "e"-suffixet anger närvaro av emissionslinjer i spektrumet från avgivet omkretsande material som värms upp av värdstjärnan. Vid en ålder av 126 miljoner år har den fullföljt 96 procent av sin livslängd på huvudserien. Levenhagen och Leister (2006) klassificerar den dock som en stjärna av spektralklass B9 IVe, vilket antyder att den redan har utvecklats till en underjättestjärna. Den har en massa som är ca 4,4 solmassor, en radie som är ca 5,3 solradier och har ca 676 gånger solens utstrålning av energi från dess fotosfär vid en effektiv temperatur av ca 12 700 K.